# Hurtin' 'n' lovin'
Hurtin’ and lovin’ was het derde studioalbum van Peter & Gordon. Het album was alleen voor de Europese markt. Geen van de Amerikaanse hits uit die tijd staan op dit album. Wel biedt het een keur aan covers van bekende liedjes.

## Muziek
| Nr. | Titel                                                               | Duur |
| --- | ------------------------------------------------------------------- | ---- |
| 1.  | Don’t’pity me (Peter & Gordon)                                      | 2:53 |
| 2.  | Tears don’t stop (Peter & Gordon)                                   | 2;12 |
| 3.  | Who's loving you (Smokey Robinson)                                  | 2:58 |
| 4.  | What you gonna do ‘bout it (Doris Payne, Gregory Carroll)           | 2:21 |
| 5.  | Crying in the rain (Howard Greenfield, Carole King)                 | 2:50 |
| 6.  | Hurtin’ is loving (Peter & Gordon)                                  | 2:32 |
| 7.  | Cry to me (Bert Russell)                                            | 3:53 |
| 8.  | Someone ain’t right (Payne, Carroll)                                | 2:33 |
| 9.  | Any day now (my wild beautiful bird) (Burt Bacharach, Bob Hilliard) | 3:26 |
| 10. | Broken promises (Del Shannon)                                       | 2:23 |
| 11. | When the black of your eyes turn to grey (Peter & Gordon)           | 2:08 |
| 12. | All shook up (Otis Blackwell, Elvis Presley)                        | 3:14 |

Crying in the rain is bekend van The Everly Brothers, All shook up van Elvis Presley. 